# Klaus Goldenbaum
Klaus Goldenbaum (* 28. März 1928 in Wismar) ist ein ehemaliger deutscher Jurist und Diplomat. Er war Botschafter der DDR in der Schweiz. 

## Leben
Klaus Goldenbaum wurde als Sohn von Margarete und Ernst Goldenbaum geboren. Sein Vater war der KPD-Funktionär und langjährige Vorsitzende der DBD in der DDR, seine Mutter war von 1946 bis 1950 Abgeordnete der SED im Landtag von Mecklenburg-Vorpommern. Klaus Goldenbaum trat im Oktober 1945 der KPD bei. 1946 wurde er Mitglied der SED. Im Januar 1946 gehörte Goldenbaum in Parchim zu den Mitbegründern des Antifa-Jugendausschusses. Am 10. März 1946 war er Delegierter zum Gründungskongress der Freien Deutschen Jugend des Landes Mecklenburg in Schwerin.
Goldenbaum legte 1947 sein Abitur in Parchim ab. Anschließend wurde Goldenbaum als Jurist ausgebildet und schloss mit dem ersten juristischen Staatsexamen seine Ausbildung ab. Danach war er im Justizdienst der DDR tätig, von 1950 bis 1960 als war er als Oberrichter und Vorsitzender beim Strafsenat des Stadtgerichtes in Berlin tätig.
Seit 1961 war Goldenbaum Mitarbeiter im Ministerium für Auswärtige Angelegenheiten der DDR (MfAA). Ab 1962 wirkte er als Vizekonsul am Generalkonsulat in der Vereinigten Arabischen Republik (VAR), ab 1965 als Abteilungsleiter im MfAA. Von Mai 1966 bis 1969 war Leiter des Generalkonsulats in der Jemenitischen Arabischen Republik. Von 1969 bis 1975 war er unter anderem als Botschaftsrat bei der UNESCO und zeitweise als Geschäftsträger an der Botschaft in der VAR tätig.
Von 1976 bis 1980 war Goldenbaum Leiter der Abteilung Westeuropa im MfAA. Von 1980 bis 1984 war er Botschafter der DDR in Bern. Goldenbaum wurde am 23. Juni 1980 durch den Bundespräsidenten der Schweizerischen Eidgenossenschaft, Georges-André Chevallaz, zur Entgegennahme des Beglaubigungsschreibens empfangen. Am 16. Juli 1984 empfing der Schweizer Bundespräsident, Leon Schlumpf, Goldenbaum zu dessen Abschiedsbesuch. Zuletzt war er als Abteilungsleiter im MfAA tätig.

## Auszeichnungen
- Vaterländischer Verdienstorden in Bronze (1980)
- Orden Banner der Arbeit Stufe II (1988)